# Słoboda Wielka
Słoboda Wielka, także Wielka Słoboda (biał. Вялікая Слабада, Wialikaja Słabada; ros. Великая Слобода, Wielikaja Słoboda) – wieś na Białorusi, w obwodzie grodzieńskim, w rejonie korelickim, w sielsowiecie Turzec, nad Serweczem.

## Historia
W XIX i w początkach XX w. położona była w Rosji, w guberni mińskiej, w powiecie nowogródzkim, w gminie Jeremicze. Była własnością Radziwiłłów, a następnie Witgensteinów. 
W dwudziestoleciu międzywojennym leżała w Polsce, w województwie nowogródzkim, w powiecie stołpeckim, w gminie Jeremicze/Turzec. W 1921 miejscowość liczyła 487 mieszkańców, zamieszkałych w 93 budynkach, w tym 328 Białorusinów i 109 Polaków. Wszyscy mieszkańcy byli wyznania prawosławnego.
Po II wojnie światowej w granicach Związku Sowieckiego. Od 1991 w niepodległej Białorusi.